# Angutit Inersimasut GM 2023
Il GrønlandsBANKEN GM 2023 è stata la 51ª edizione del campionato di calcio groenlandese. La fase finale della competizione si è svolta presso la città di  Qaqortoq dal 10 al 15 agosto 2023, in occasione del 90º anniversario dalla fondazione del K-33, squadra più antica dell'isola. L'edizione è stata vinta dal B-67 per la quattordicesima volta nella sua storia.

## Squadre partecipanti
A seguito di varie rinunce, la fase finale è stata disputata da solo sei squadre, a differenza delle otto del campionato precedente.
| Nr | Squadre       | Torneo di qualificazione                                        |
| -- | ------------- | --------------------------------------------------------------- |
| 1  | K-33          | Qualificata di diritto come squadra ospitante                   |
| 2  | G-44          | 2ª classificata nel gruppo Qeqertalik                           |
| 3  | B-67          | 1ª classificata nel gruppo Sermersooq                           |
| 4  | IT-79         | 2ª classificata nel gruppo Sermersooq                           |
| 5  | Nagtoralik-45 | 3ª classificata nel gruppo Sermersooq                           |
| 6  | Eqaluk-54     | Qualificata in seguito alla rinuncia dell'A.K. Ittoqqortoormiit |

### Squadre rinunciatarie
| Squadre               | Torneo di qualificazione                                                                              |
| --------------------- | --- |
| A.K. Ittoqqortoormiit | 4ª classificata nel gruppo Sermersooq, rinuncia per problemi di trasporto                             |
| UB-83                 | 1ª classificata nel gruppo Avannaata, rinuncia per problemi di trasporto                              |
| Nagdlunguaq-48        | 1ª classificata nel gruppo Qeqertalik, rinuncia per cause ignote                                      |
| Siumut Amerdlok Kunuk | Ripescata a seguito della rinuncia del N-48, rinuncia perché alcuni giocatori erano a caccia di renne |

## Girone

### Classifica
| Pos. | Squadra       | Pt | G | V | N | P | GF | GS | DR  |
| ---- | ------------- | -- | - | - | - | - | -- | -- | --- |
| 1.   | G-44          | 13 | 5 | 4 | 1 | 0 | 18 | 7  | +11 |
| 2.   | B-67          | 12 | 5 | 4 | 0 | 1 | 35 | 4  | +31 |
| 3.   | IT-79         | 9  | 5 | 3 | 0 | 2 | 30 | 17 | +13 |
| 4.   | K-33          | 7  | 5 | 2 | 1 | 2 | 15 | 19 | -4  |
| 5.   | Nagtoralik-45 | 3  | 5 | 1 | 0 | 4 | 8  | 16 | -8  |
| 6.   | Eqaluk-54     | 0  | 5 | 0 | 0 | 5 | 4  | 47 | -43 |

### Giornate

#### 1ª giornata
| Qaqortoq 10 agosto 2023 1ª giornata | IT-79 | 3 – 1 | Nagtoralik-45 |  |

| Qaqortoq 10 agosto 2023 1ª giornata | B-67 | 2 – 3 | G-44 |  |

| Qaqortoq 10 agosto 2023 1ª giornata | K-33 | 7 – 1 | Eqaluk-54 |  |

#### 2ªgiornata
| Qaqortoq 11 agosto 2023 2ª giornata | IT-79 | 1 – 6 | B-67 |  |

| Qaqortoq 11 agosto 2023 2ª giornata | Nagtoralik-45 | 2 – 3 | K-33 |  |

| Qaqortoq 11 agosto 2023 2ª giornata | G-44 | 6 – 0 | Eqaluk-54 |  |

#### 3ª giornata
| Qaqortoq 12 agosto 2023 3ª giornata | IT-79 | 4 – 5 | G-44 |  |

| Qaqortoq 12 agosto 2023 3ª giornata | Nagtoralik-45 | 5 – 2 | Eqaluk-54 |  |

| Qaqortoq 12 agosto 2023 3ª giornata | B-67 | 7 – 0 | K-33 |  |

#### 4ª giornata
| Qaqortoq 13 agosto 2023 4ª giornata | IT-79 | 8 – 4 | K-33 |  |

| Qaqortoq 13 agosto 2023 4ª giornata | Nagtoralik-45 | 0 – 4 | G-44 |  |

| Qaqortoq 13 agosto 2023 4ª giornata | B-67 | 15 – 0 | Eqaluk-54 |  |

#### 5ª giornata
| Qaqortoq 14 agosto 2023 5ª giornata | IT-79 | 14 – 1 | Eqaluk-54 |  |

| Qaqortoq 14 agosto 2023 5ª giornata | Nagtoralik-45 | 0 – 5 | B-67 |  |

| Qaqortoq 14 agosto 2023 5ª giornata | G-44 | 1 – 1 | K-33 |  |

## Fase finale

### Finale 5º/6º posto
| Qaqortoq 15 agosto 2023 Finale 5º/6º posto | Nagtoralik-45 | 3 – 2 | Eqaluk-54 |  |

### Finale 3º/4º posto
| Qaqortoq 15 agosto 2023 Finale 3º/4º posto | IT-79 | 1 – 2 | K-33 |  |

### Finale
| Qaqortoq 15 agosto 2023 Finale | G-44 | 0 – 5 | B-67 |  |

## Classifica
| Pos. | Squadra       |
| ---- | ------------- |
| 1.   | B-67          |
| 2.   | G-44          |
| 3.   | K-33          |
| 4.   | IT-79         |
| 5.   | Nagtoralik-45 |
| 6.   | Eqaluk-54     |